# أحمد بشاري
احمد بشاري (بالإنجليزية: Ahmed Beshary)‏ مصور مصري من أهم أعماله فيلم من ضهر راجل عام 2015، وفيلم شيخ جاكسون عام 2017، وفيلم مولانا عام 2017، ومؤخرا شارك في تصوير اولي انتاجات شبكة نيتفيلكس داخل مصر في مسلسل ماوراء الطبيعة عام 2020

## التعليم
تعلم في المعهد العالي للسينما

## جوائز وترشيحات
ترشح لـ: 
- جائزة أفضل تصوير سينمائي، عن عمل: مولانا.

## وصلات خارجية
أحمد بشاري على موقع IMDb (الإنجليزية)
- أحمد بشاري على موقع الدهليز
- أحمد بشاري على موقع قاعدة بيانات الأفلام العربية